# The Cross (band)

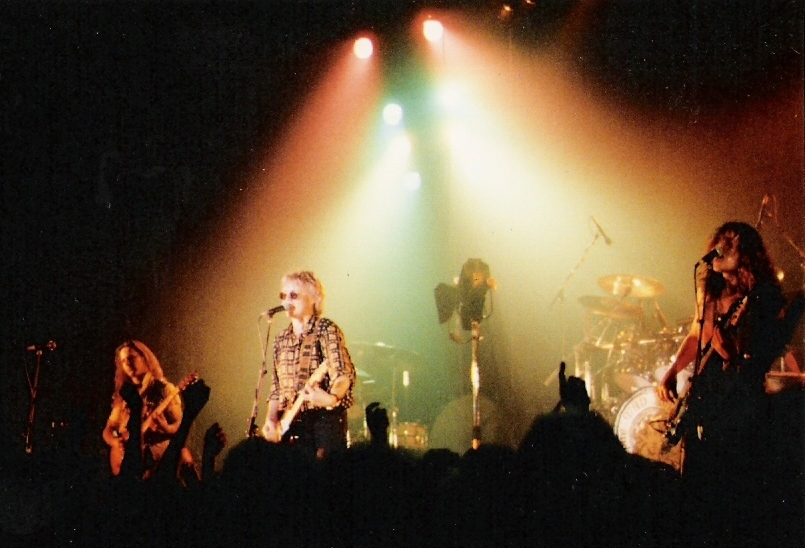
The Cross (1990)

The Cross was een rockband die van 1987 tot 1993 actief was en in totaal drie albums heeft uitgebracht. Ondanks beweringen van oprichter Roger Taylor dat The Cross binnen 6 maanden een band zou zijn waar rekening mee moest worden gehouden, zijn ze nooit echt populair geworden, behalve in Duitsland. 

## Geschiedenis
The Cross werd opgericht door Roger Taylor, de drummer van Queen. De band begint als klassieke rockband, met dansinvloeden, maar na het debuutalbum volgen twee onvervalste rockalbums. Nadat de "Magic Tour" eind 1986 is afgelopen, gebruikt Roger Taylor de stille periode om zijn eigen band te beginnen. Roger Taylor speelt in deze band geen drums, maar is zanger en slaggitarist. Behalve Spike Edney, de vaste toetsenist en tweede gitarist bij concerten van Queen, worden de andere bandleden gevonden middels een advertentie in muziekbladen. Het waren onbekende muzikanten, bestaande uit Clayton Moss (gitaar), Peter Noone (basgitaar) en Josh Macrae (drums).
Het debuutalbum ontvangt positieve kritieken in de Britse muziekpers, maar blijft steken in de onderste regionen van de albumlijsten. In de VS flopt het album en de volgende albums zouden daar niet worden uitgebracht. De muziek en teksten zijn grotendeels geschreven door Roger Taylor. Freddie Mercury zingt op 1 track van het album, Heaven For Everyone. Dit nummer wordt ook als single uitgebracht, maar vanwege rechtenproblemen zingt Roger Taylor de singleversie zelf. Na het overlijden van Mercury wordt het nummer opnieuw gearrangeerd en door Queen ingespeeld en uitgebracht.
Na het volgende Queen album (The Miracle) gaat The Cross verder met het Mad, Bad and Dangerous to know. Dit album is meer georiënteerd richting rock en alle leden van de band hebben eraan meegeschreven. Ook dit album is geen succes, hoewel de band in Duitsland succes blijft houden. Het derde album, Blue Rock, wordt maar in een aantal landen (waaronder Nederland) uitgebracht.
Na een laatste optreden in 1993, besluit de band ermee te stoppen. Roger Taylor gaat verder met zijn soloalbums en met Queen. Spike Edney helpt mee de S.A.S. Band op te richten en Peter Noone wordt lid van Miss World.

## Discografie
Zie ook Queen discografie en Roger Taylor discografie.
- Shove It (1988)
- Mad, Bad and Dangerous to Know (1990)
- Blue Rock (1991)